# Priocnemis
Priocnemis ist eine Gattung der Wegwespen (Pompilidae). In Europa treten 47 Arten der Gattung auf.

## Merkmale
Die kleinen bis großen Wegwespen sind überwiegend schwarz gefärbt, wobei ihre vorderen Tergite meist rot sind. Manche Arten sind jedoch vollständig schwarz. Der Körperbau der Tiere ist ähnlich wie bei den Arten der Gattung Cryptocheilus, aber die Marginalzelle der Vorderflügel ist am Apex spitz und den Wespen fehlen weiße Flecken oder Bänder am Körper. Kopf und Thorax sind fein punktförmig strukturiert. Bei den Weibchen hat die Frons normalerweise kleine unpunktierte Bereiche. Die Maxillarpalpen sind verlängert. Die konvexe Stirnplatte (Clypeus) ist kurz und breit und der apikale Rand ist mittig konkav oder spitz zulaufend. Die Mandibeln sind kräftig und haben ein zusätzliches Zähnchen. Der Innenrand der in der Regel großen Facettenaugen ist oben leicht konvergent. Bei vielen Arten ist die Länge des Metanotums und des Metapostnotums bestimmungsrelevant. Die Vorderflügel sind mehr oder weniger bräunlich getönt. Den Tarsen den Vorderbeine fehlen Tarsalkämme. Die Tibien der Hinterbeine haben bei den Weibchen eine Reihe schuppenförmiger Zähnchen und kurzer Dorne, das zweite Sternum hat eine Querrille, das sechste Tergum hat an der Spitze zahlreiche fast vollständig abstehende Haare. Bei den Männchen ist der sichtbare Teil der Subgenitalplatte normalerweise flach und trägt Borsten und Haare, die für die Artbestimmung wichtig sind. Die Bestimmung der Weibchen mancher Arten ist schwierig.

## Lebensweise
Die Wespen bewohnen verschiedene Lebensräume. Manche Arten leben in Wäldern, andere bevorzugen offene Lebensräume. Die Weibchen legen ihre Nester mit Hilfe ihrer Mandibeln in bereits vorhandenen Hohlräumen im Erdboden oder Totholz an. Die Brut wird mit Spinnen aus den Familien Agelenidae, Amaurobiidae, Anyphaenidae, Araneidae, Atypidae, Clubionidae, Dictynidae, Dysderidae, Gnaphosidae, Heteropodidae, Linyphiidae, Liocranidae Lycosidae, Oxyopidae, Pisauridae, Salticidae, Segestriidae, Tetragnathidae, Thomisidae und Miturgidae versorgt.

## Arten (Europa)
- Untergattung Moczarellus
  - Priocnemis conjugata Wahis, 1992
  - Priocnemis crassicapitis Moczar, 1944
- Untergattung Priocnemis
  - Priocnemis abdominalis Dahlbom, 1845
  - Priocnemis agilis (Shuckard, 1837)
  - Priocnemis baltica Bluthgen, 1944
  - Priocnemis bellieri Sichel, 1860
  - Priocnemis canarioparvula Wolf, 1993
  - Priocnemis castillanica Wahis, 1992
  - Priocnemis cordivalvata Haupt, 1927
  - Priocnemis diversa Junco y Reyes, 1946
  - Priocnemis exaltata (Fabricius, 1775)
  - Priocnemis fastigiata Haupt, 1934
  - Priocnemis fennica Haupt, 1927
  - Priocnemis gracilis Haupt, 1927
  - Priocnemis helvipicta Wahis, 1992
  - Priocnemis hyalinata (Fabricius, 1793)
  - Priocnemis melanosoma Kohl, 1880
  - Priocnemis mesobrometi Wolf, 1961
  - Priocnemis minuta (Vander Linden, 1827)
  - Priocnemis parvula Dahlbom, 1845
  - Priocnemis pellipleuris Wahis, 1998
  - Priocnemis perraudini Wolf, 1978
  - Priocnemis pogonioides Costa, 1883
  - Priocnemis propinqua (Lepeletier, 1845)
  - Priocnemis pumila Haupt, 1935
  - Priocnemis pusilla (Schioedte, 1837)
  - Priocnemis rufozonata Costa, 1883
  - Priocnemis schioedtei Haupt, 1927
  - Priocnemis teneriffennica Wolf, 1996
  - Priocnemis vachali Ferton, 1897
  - Priocnemis wahisi Wolf, 1960
  - Priocnemis wolfi Wahis, 1986
- Untergattung Umbripennis
  - Priocnemis coriacea Dahlbom, 1843
  - Priocnemis costae Costa, 1887
  - Priocnemis enslini Haupt, 1927
  - Priocnemis faillae De Stefani, 1886
  - Priocnemis fallax Verhoeff, 1922
  - Priocnemis hankoi Moczar, 1944
  - Priocnemis massaliensis Soyer, 1945
  - Priocnemis perplexa Costa, 1887
  - Priocnemis perturbator (Harris, 1780)
  - Priocnemis pillichi Priesner, 1960
  - Priocnemis provencalis Wolf, 1962
  - Priocnemis rugosa Sustera, 1922
  - Priocnemis sulci Balthasar, 1943
  - Priocnemis susterai Haupt, 1927
  - Priocnemis vulgaris (Dufour, 1841)

## Belege